# MTR Corporation
MTR (Traditioneel Chinees: 港鐵, voluit: MTR Corporation Limited) is een vervoersbedrijf uit Hongkong, gespecialiseerd in spoorwegvervoer. Het bedrijf is opgericht op 30 september 1979 als Mass Transit Railway (MTR). Het bedrijf is sindsdien snel gegroeid en heeft tegenwoordig zeven metrolijnen, drie treinlijnen en twaalf lightrails in Hongkong en belangen in openbaarvervoermaatschappijen in het buitenland. 
Hongkong was de enige eigenaar tot oktober 2000. In die maand ging het bedrijf naar de effectenbeurs van Hongkong. De overheid hield na deze IPO nog 77% van de aandelen. Op 2 december 2007 fuseerde het bedrijf met Kowloon-Canton Railway Corporation.

## Activiteiten
MTR is een beursgenoteerde onderneming, al heeft de overheid van Hongkong nog de meerderheid van de aandelen in handen. Ze heeft drie hoofdactiviteiten: het transport van passagiers over spoor, de commerciële exploitatie van de stations en verder is het actief als vastgoedontwikkelaar. In Hongkong en in de Volksrepubliek China worden al deze drie activiteiten uitgeoefend. Daarbuiten ligt de nadruk sterk op het passagiersvervoer. 
Van de totale omzet werd in 2019 zo'n 60% gerealiseerd in Hongkong, bijna 40% in de Volksrepubliek China en de bijdrage van het overige buitenland aan de omzet was minder dan 3%. De bijdrage van Hongkong aan de bedrijfswinst was nog groter dan die van de omzet.
In 2019 werden 1,6 miljard binnenlandse reizen gemaakt met de metro van Hongkong. Alle andere vormen van transport in Hongkong, zoals internationale reizen, het verkeer van en naar de internationale luchthaven, bussen en dergelijke, zorgden voor ongeveer 350 miljoen reizen. In 2019 telde het bedrijf 34.000 medewerkers, min of meer gelijk verdeeld over Hongkong en de rest van de wereld.

## MTR in Hongkong
Sinds de jaren '60 en '70 van de 20e eeuw was er vraag naar een betere bereikbaarheid binnen de stad Hongkong. Toentertijd bestond de East Rail Line (die toen nog gewoon KCR East Rail heette) uit 1910 al, maar er was meer vervoer nodig. De Hongkongse regering liet verschillende universitaire specialisten naar het vraagstuk kijken en concludeerde toen dat een metro, vanwege de snelheid en ruimtebesparing, de beste optie was. De eerste metrolijn werd aangelegd tussen Central en Kowloon, omdat dit als een belangrijke verbinding werd bevonden. In 1975 werd de MTR opgericht en in datzelfde jaar reed de eerste lijn, de Kwun Tong Line. Deze lijn vormde een verbinding van Kwun Tong naar station Shek Kip Mei.

### Materieel
Voor bijna elke lijn zijn er andere voertuigen aanwezig. De oudste zijn die van de Kwun Tong Line, Tsuen Wan Line, Island Line, Tseung Kwan O Line en de Disneyland Resort Line. De voertuigen op de laatste lijn zijn echter vernieuwd, speciaal voor het Hong Kong Disneyland Resort.
| Welk land | Naam in Engels                     | Wordt gebruikt voor welke lijnen                                                                                  | Spoorbreedte | Voltage    |
| --------- | ---------------------------------- | --- | ------------ | ---------- |
| Hongkong  | M-Train EMU (Modernisation Trains) | Kwun Tong Line, Tsuen Wan Line, Island Line en Tseung Kwan O Line                                                 | 1432 mm      | DC 1500 V  |
| Hongkong  | A-Stock EMU                        | Tung Chung Line en Airport Express                                                                                | 1432 mm      | DC 1500 V  |
| Hongkong  | K-Stock EMU                        | Tung Chung Line en Tseung Kwan O Line                                                                             | 1432 mm      | DC 1500 V  |
| Hongkong  | East Rail Line Metro Cammell EMU   | East Rail Line | 1435 mm      | AC 25000 V |
| Hongkong  | EMU SP1900 (Millennium Train)      | East Rail Line, West Rail Line en Ma On Shan Line                                                                 | 1435 mm      | AC 25000 V |
| Hongkong  | Light Rail Vehicle                 | Light Rails | 1435 mm      | DC 750 V   |
| Hongkong  | CRC-Stock EMU                      | Kwun Tong Line (waarschijnlijk later ook de Tsuen Wan Line, Island Line, Tseung Kwan O Line en South Island Line) | 1432 mm      |            |

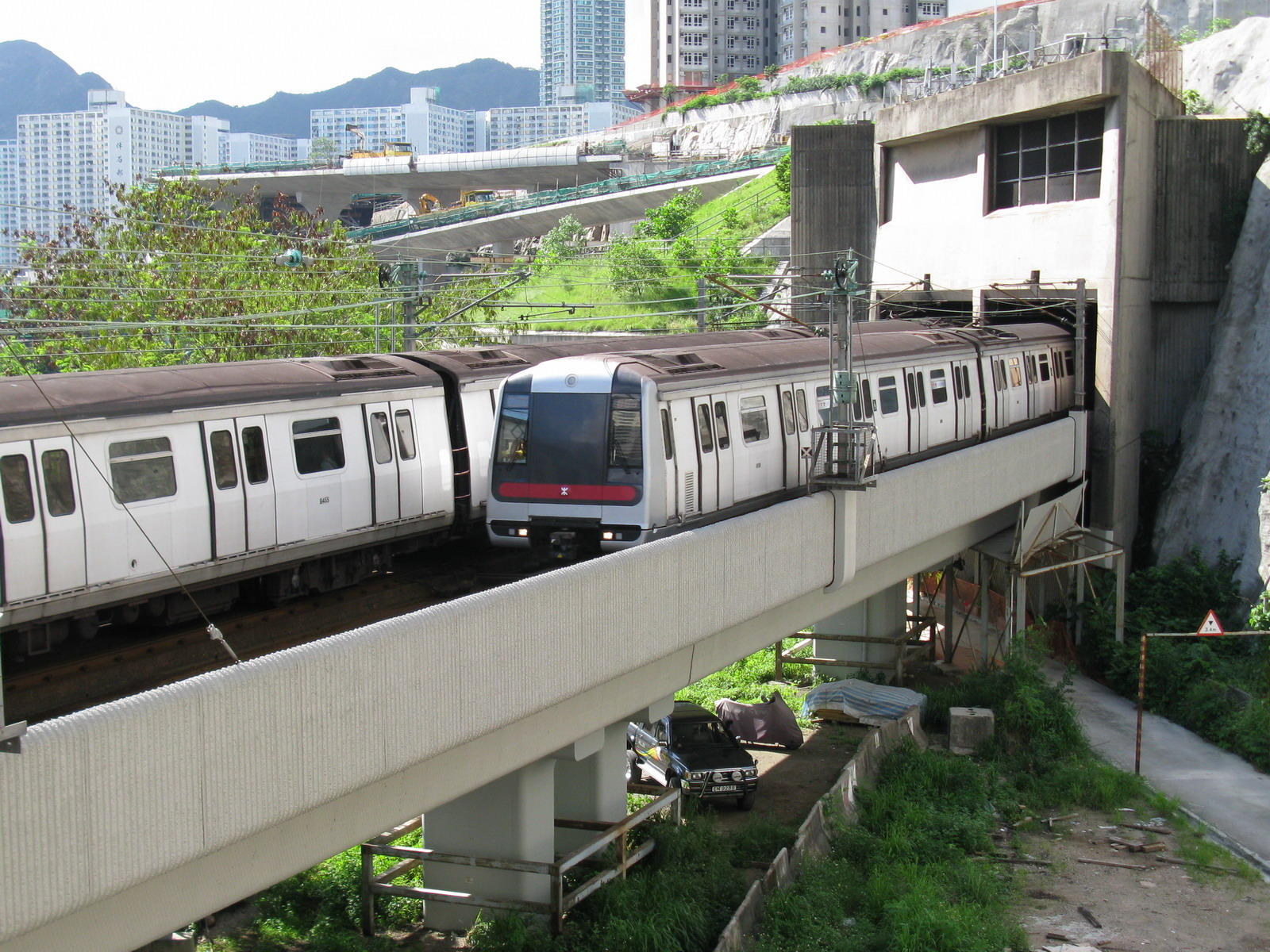
De Hongkongse M-trein
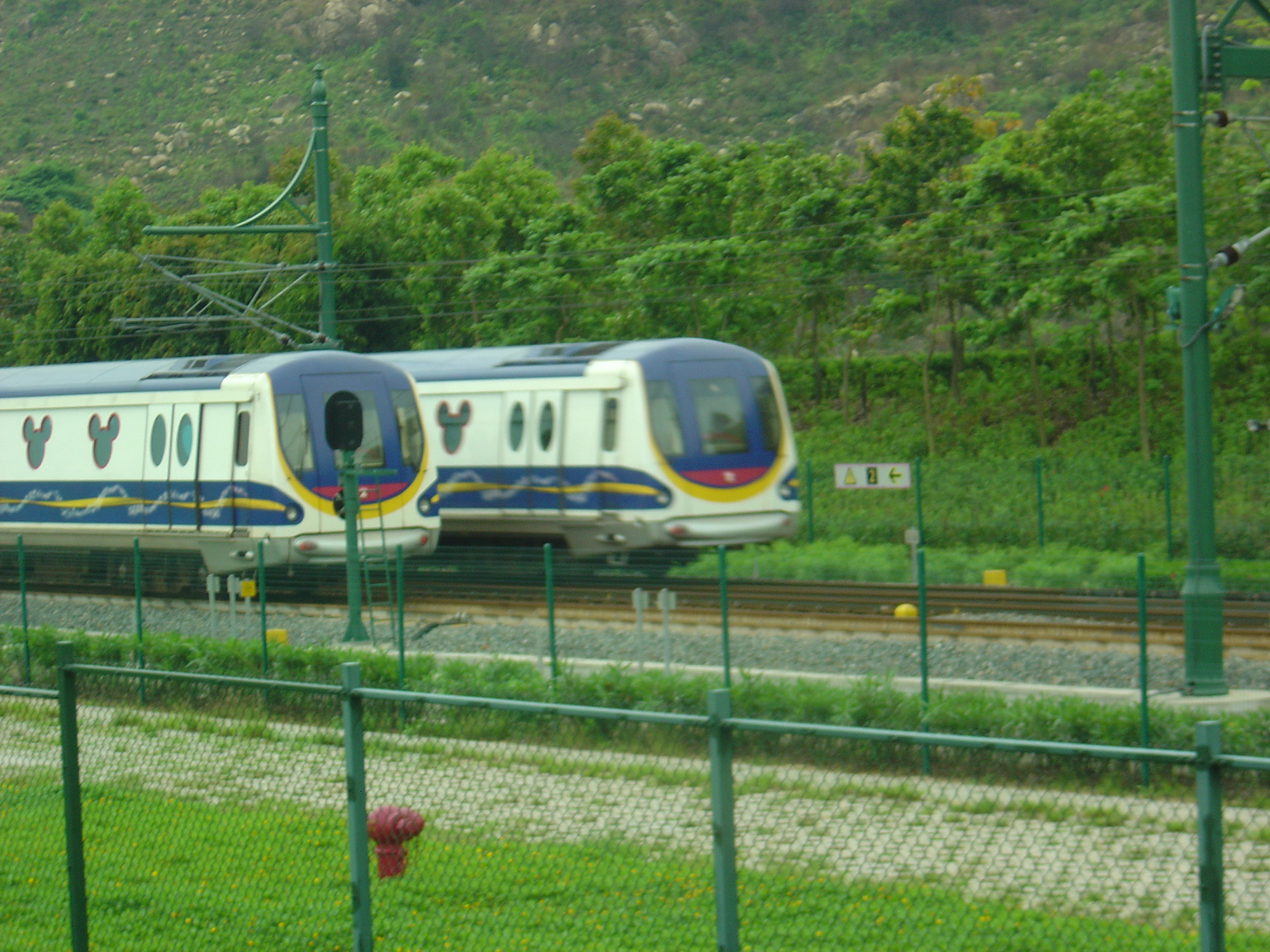
Disney-versie van de M-Trains
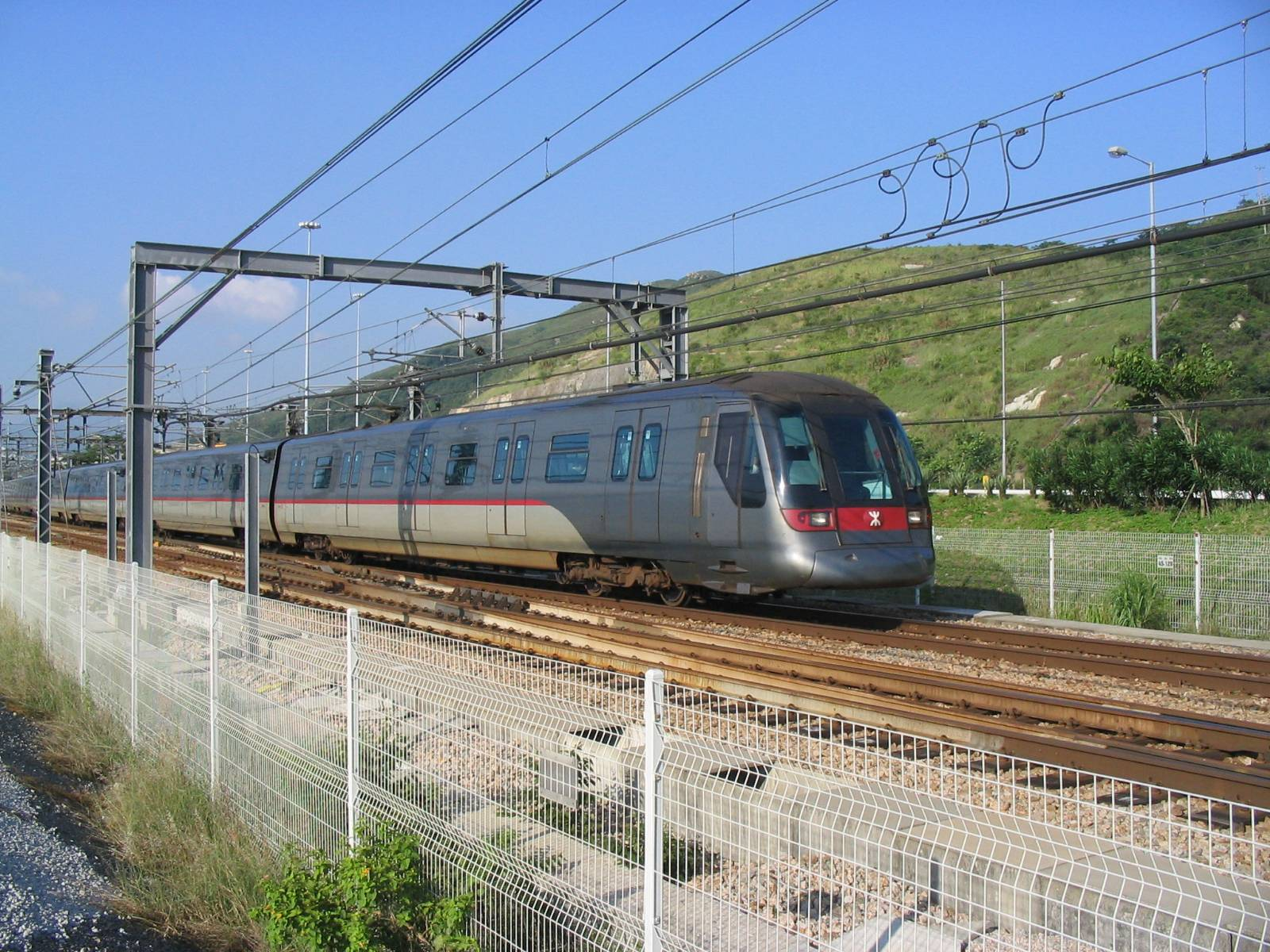
Een A-stock-trein met de Tung Chung Line-kleuren
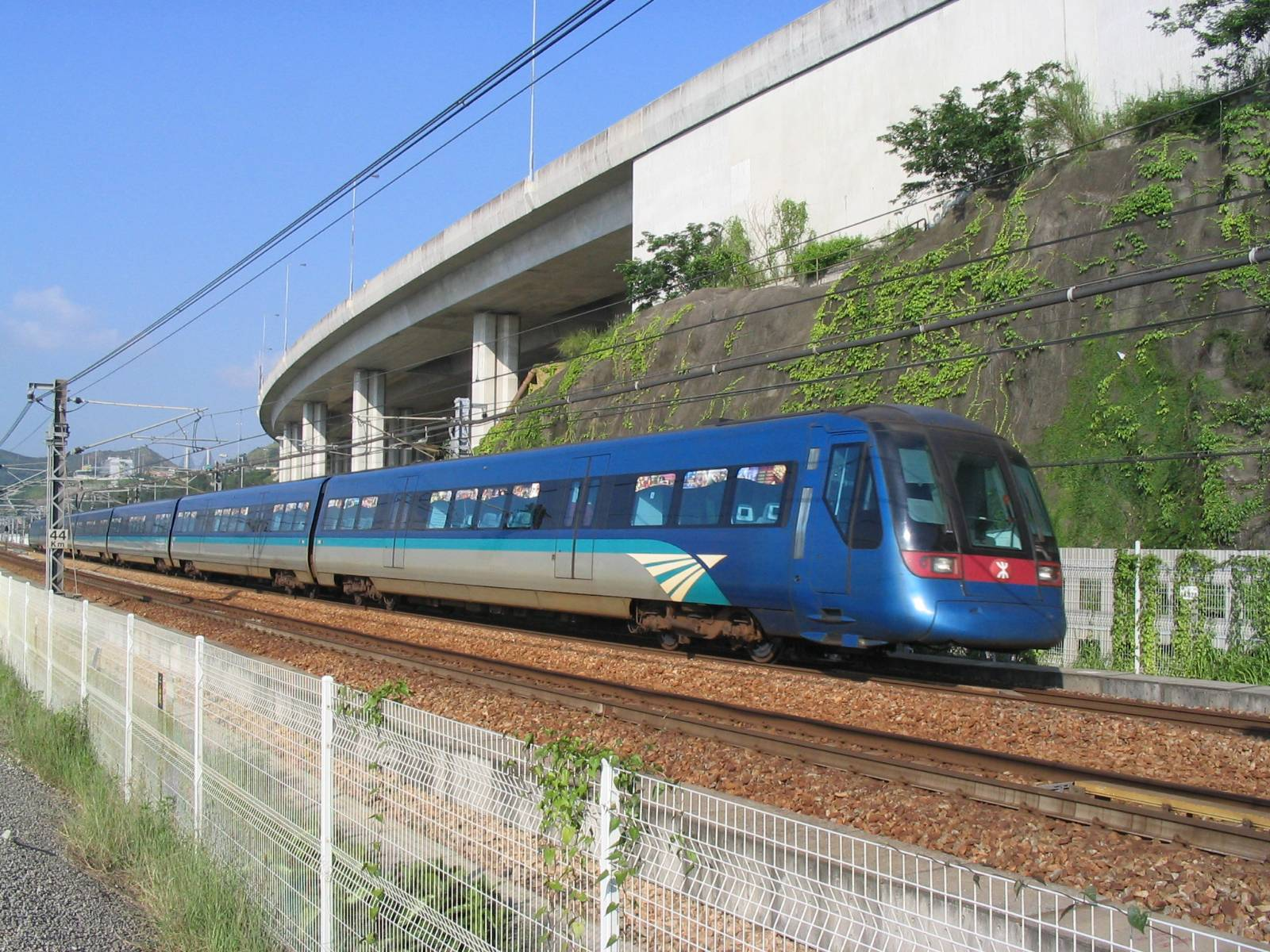
Een A-stock-trein met de Airport Express-kleuren
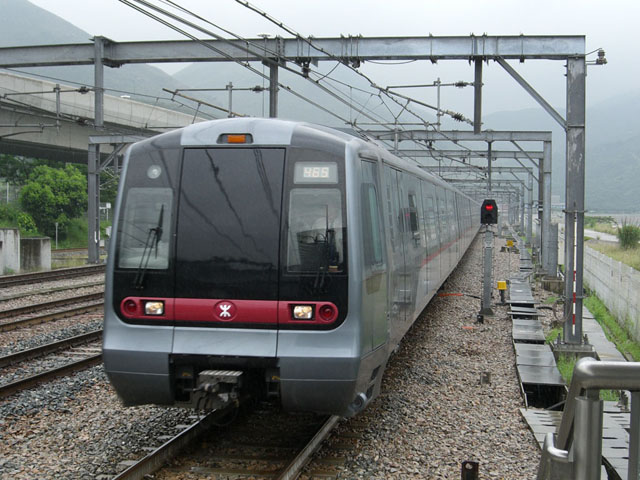
Een K-stock-trein
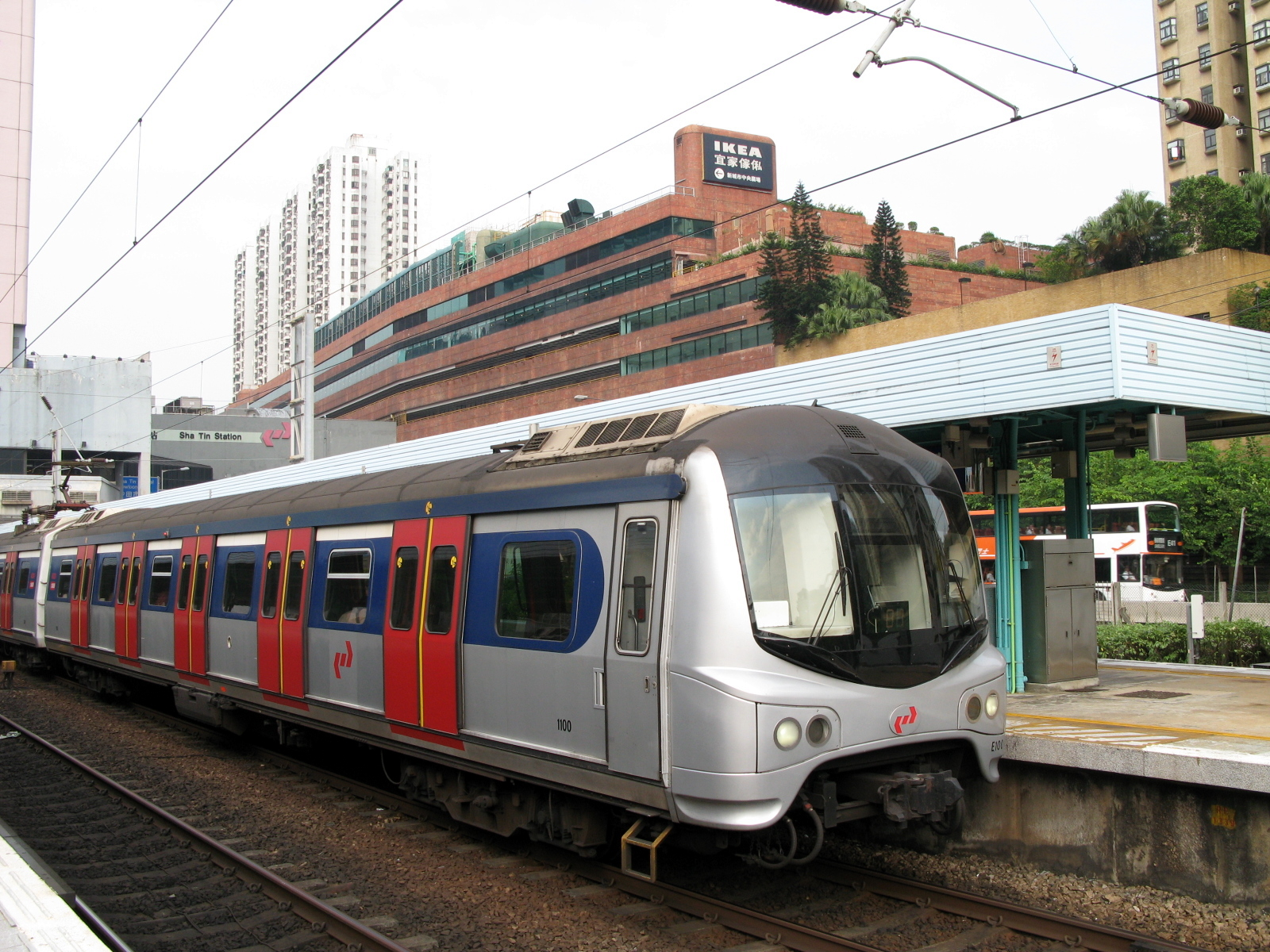
Rijtuig van de East Rail Line met het oude KCR-logo
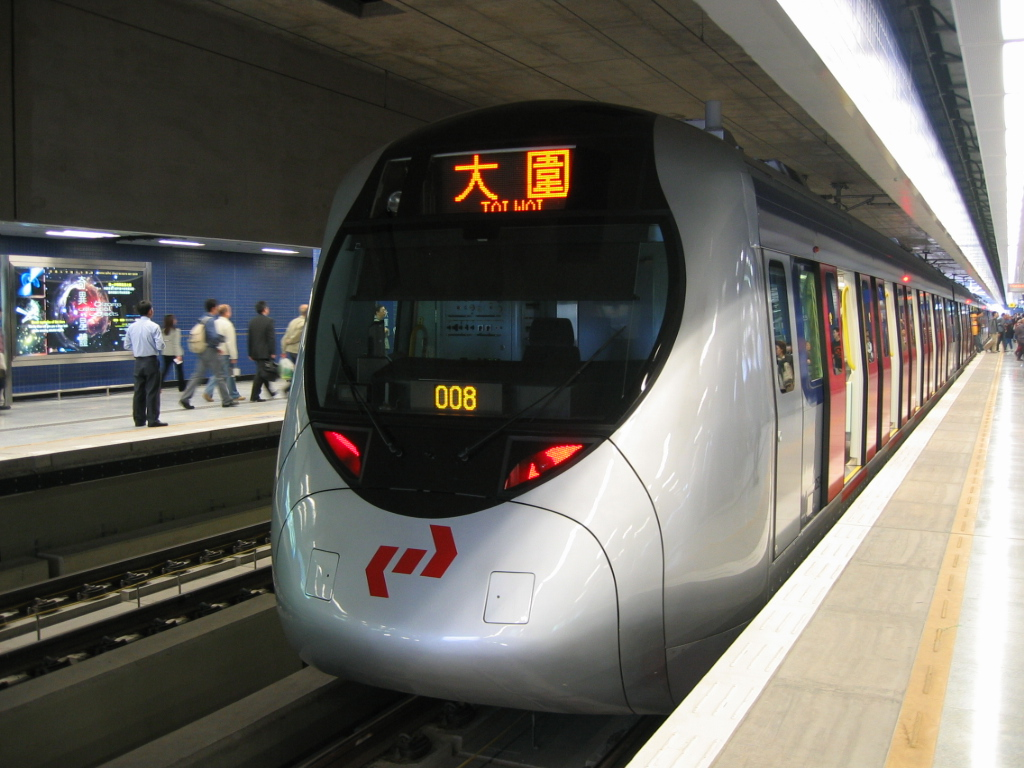
Rijtuig van de Ma On Shan Line
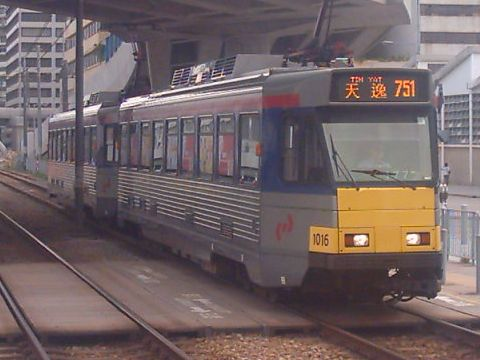
Eerste fase van het Light Rail-voertuig
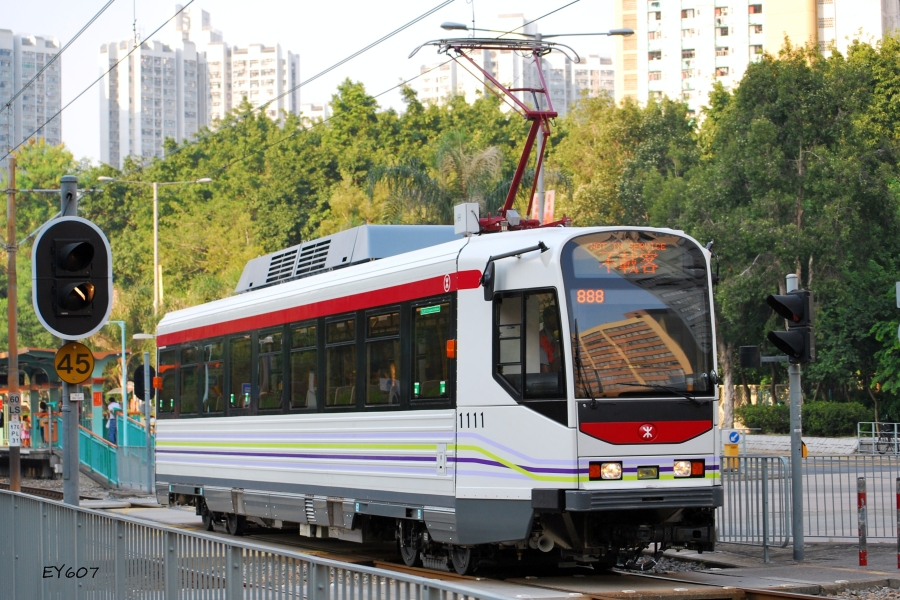
Vierde fase van het Light Rail-voertuig
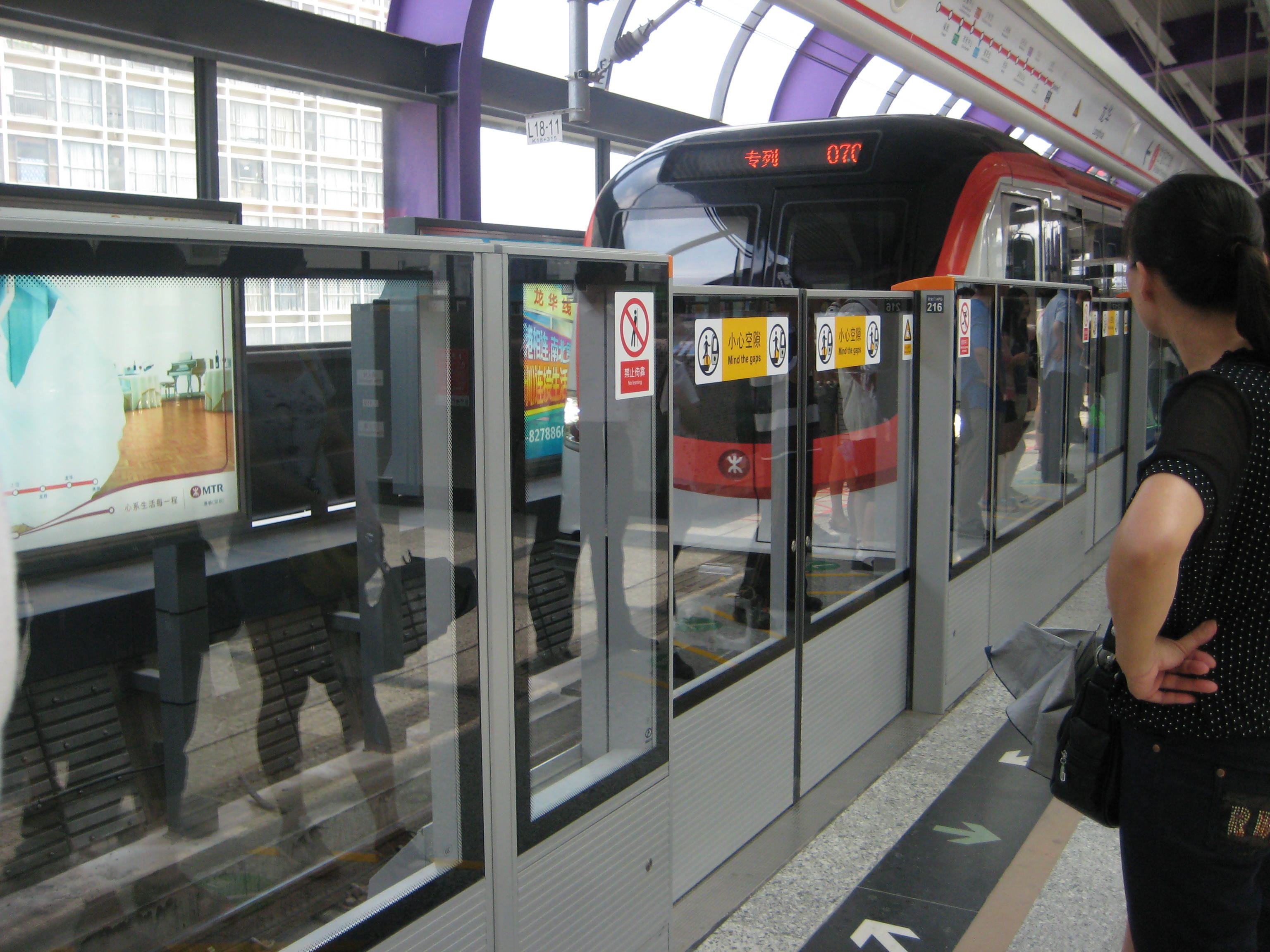
Longhualijn

## MTR in het buitenland

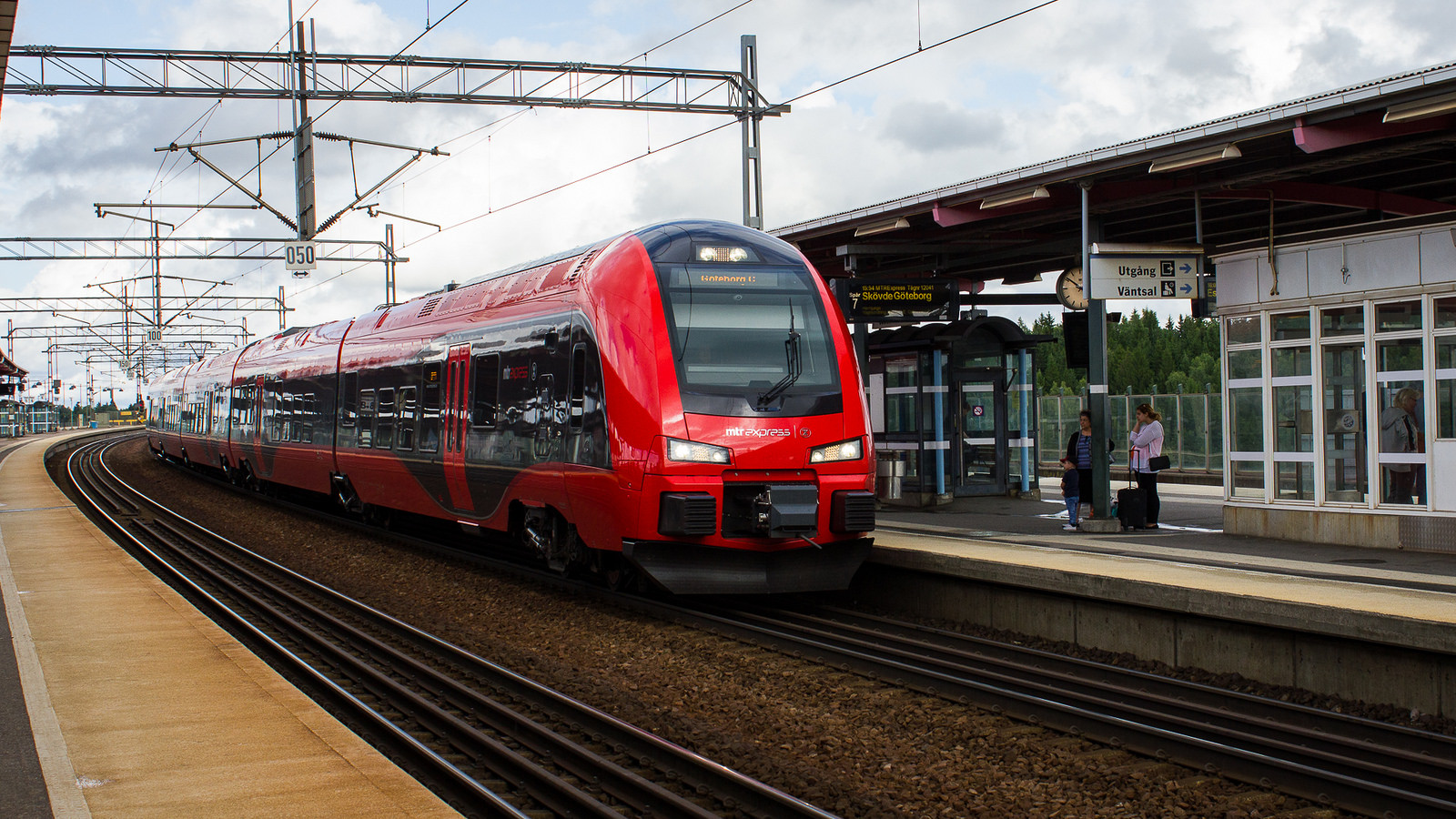
Een MTR Express-trein in Södertälje Syd

### Activiteiten en belangen

#### Azië
- MTR werkt samen met de metro van Peking. In 2019 had het dochterbedrijf Beijing MTR Corporation Limited een belang van 49% in vier metrolijnen in de Chinese hoofdstad: Beijing Metro Line 4, Daxing Line, Beijing Metro Line 14 en Beijing Metro Line 16.
- Het heeft MTR lijn 4 van de metro van Shenzhen in handen. Deze lijn is veranderd naar de Longhualijn en is waarschijnlijk gekocht om de verbinding tussen Shenzhen en Hongkong te verbeteren. Wanneer men met de East Rail Line reist, kan met uitstappen bij het station Lok Ma Chau, de grens oversteken en doorreizen met de Longhualijn.
- In Hangzhou heeft Hangzhou MTR Corporation Limited een belang van 49% in Hangzhou Metro Line 1. Verder heeft de joint venture Hangzhou MTR Line 5 Corporation Limited een aandeel van 60% in een 25 jaar durend contract voor de bouw en beheer van Line 5 in deze stad.
- in Macau begon op 10 december 2019 de dienstverlening op de 9,3 kilometer lange Macao LRT Taipa Line. MTR is de enige aandeelhouder in dit project.

#### Rest van de wereld
- MTR werkt nauw samen met de metro van Stockholm, het heeft MTR Express in handen dat de treinverbinding exploiteert tussen Stockholm en Göteborg en Stockholms pendeltåg. Deze laatste verzorgt het spoorvervoer in de agglomeratie Stockholm en telde in 2019 54 stations en 247 kilometer spoor.
- MTR exploiteert samen met FirstGroup de South Western Railway in het zuidwesten van Engeland vanaf 20 augustus 2017 voor een periode van 7 jaar.
- MTR werkt samen met Transport for London in de exploitatie van de Elizabeth Line waarvan het eerste gedeelte in 2022 werd geopend.
- In Melbourne ( Australië), heeft Metro Trains Melbourne Pty. Ltd. 409 kilometer spoor onder beheer. MTR heeft een aandelenbelang van 60% in deze dochteronderneming.

### Materieel
| Welk land                      | Naam in Engels                                 | Wordt gebruikt voor welke lijnen  | Spoorbreedte | Voltage  |
| ------------------------------ | ---------------------------------------------- | --------------------------------- | ------------ | -------- |
| Volksrepubliek China, Shenzhen | CSR Nanjing Puzhen Class A Metro Rolling Stock | Longhualijn                       | 1435 mm      |          |
| Volksrepubliek China, Peking   |                                                | Line 4                            | 1435 mm      | DC 750 V |
| Verenigd Koninkrijk            |                                                |                                   |              |          |
| Macau                          |                                                |                                   |              |          |
| Zweden                         | C1 - 5, C7 - 9, C12, C13, Cx, C20, C30         | T10, T11, T13, T14, T17, T18, T19 | 1435 mm      |          |
| Denemarken                     |                                                |                                   |              |          |
| Australië                      |                                                |                                   |              |          |